# Chris Morris (skuespiller)
 For alternative betydninger, se Chris Morris. (Se også artikler, som begynder med Chris Morris)
Christopher J Morris (født 15. juni 1962) er en engelsk komiker, forfatter, instruktør, skuespiller, stemmeskuespiller og producer. Han er kendt for sin sorte humor, surrealisme og behandling af kontroversielle emner og er blevet hyldet for sin "kompromisløse, moralistiske drive" af British Film Institute.